# Kalmasaari (ö i Norra Savolax, Inre Savolax, lat 62,49, long 27,21)
Kalmasaari är en ö i Finland. Den ligger i sjön Uuhijärvi och i kommunen Suonenjoki i den ekonomiska regionen  Inre Savolax ekonomiska region  och landskapet Norra Savolax, i den centrala delen av landet, 280 km norr om huvudstaden Helsingfors. Öns area är 0,2 hektar och dess största längd är 90 meter i sydöst-nordvästlig riktning.